# Pascal Triebel
Pour les articles homonymes, voir Triebel.
Pascal Triebel (né le 9 juin 1966 à Luxembourg, au grand-duché de Luxembourg) est un coureur cycliste luxembourgeois, spécialiste du cyclo-cross.

## Palmarès

### Route
- 1984
  - Grand Prix Général Patton
- 1986
  - 3e du championnat du Luxembourg sur route amateurs
- 1987
  - 2e de la Flèche du Sud
- 1989
  -  Champion du Luxembourg sur route
- 1991
  -  Champion du Luxembourg sur route amateurs
- 1993
  - 3e de la Flèche du Sud
- 1994
  -  Champion du Luxembourg sur route amateurs
- 1995
  - Mémorial Philippe Van Coningsloo
  - Grand Prix Ost Fenster
  - 2e du Grand Prix François-Faber
  - 2e du championnat du Luxembourg sur route amateurs
- 1996
  - 3eb étape de la Flèche du Sud
  - 2e de la Flèche du Sud
- 2003
  - 2e du championnat du Luxembourg du contre-la-montre
- 2004
  - 2e du championnat du Luxembourg du contre-la-montre
  - 3e du Grand Prix Ost Fenster
- 2005
  -  Champion du Luxembourg du contre-la-montre élites sans contrat
  - Grand Prix François-Faber
  -  Médaillé d'argent de la course en ligne aux Jeux des Petits États d'Europe
  - 2e du championnat du Luxembourg du contre-la-montre
  - 3e du Grand Prix Ost Fenster
  - 3e du championnat du Luxembourg élites sans contrat
- 2006
  -  Champion du Luxembourg élites sans contrat
  - 3e du championnat du Luxembourg du contre-la-montre élites sans contrat
- 2007
  - 3e du championnat du Luxembourg du contre-la-montre élites sans contrat
- 2008
  -  Champion du Luxembourg du contre-la-montre élites sans contrat
- 2009
  - 2e du championnat du Luxembourg du contre-la-montre élites sans contrat
- 2010
  - 3e du championnat du Luxembourg du contre-la-montre élites sans contrat
- 2011
  - 3e du championnat du Luxembourg du contre-la-montre élites sans contrat
- 2012
  - 3e du championnat du Luxembourg élites sans contrat
  - 3e du championnat du Luxembourg du contre-la-montre élites sans contrat
- 2013
  -  Champion du Luxembourg du contre-la-montre élites sans contrat
  - 3e du championnat du Luxembourg élites sans contrat
- 2022
  - 3e du championnat du Luxembourg sur route masters

### Cyclo-cross
- 1984-1985
  - 3e du championnat du Luxembourg de cyclo-cross
- 1989-1990
  - 3e du championnat du Luxembourg de cyclo-cross
- 1992-1993
  - 3e du championnat du Luxembourg de cyclo-cross
- 1993-1994
  -  Champion du Luxembourg de cyclo-cross
- 1994-1995
  -  Champion du Luxembourg de cyclo-cross
- 1995-1996
  -  Champion du Luxembourg de cyclo-cross
- 1996-1997
  -  Champion du Luxembourg de cyclo-cross
- 1997-1998
  -  Champion du Luxembourg de cyclo-cross
- 1999-2000
  -  Champion du Luxembourg de cyclo-cross
- 2000-2001
  -  Champion du Luxembourg de cyclo-cross
- 2001-2002
  -  Champion du Luxembourg de cyclo-cross
- 2002-2003
  - 2e du championnat du Luxembourg de cyclo-cross
- 2003-2004
  - 2e du championnat du Luxembourg de cyclo-cross
- 2004-2005
  - 3e du championnat du Luxembourg de cyclo-cross
- 2005-2006
  - 3e du championnat du Luxembourg de cyclo-cross
- 2006-2007
  - 2e du championnat du Luxembourg de cyclo-cross
- 2007-2008
  - 3e du championnat du Luxembourg de cyclo-cross
- 2011-2012
  - 3e du championnat du Luxembourg de cyclo-cross
- 2013-2014
  -  3e du championnat du monde de cyclo-cross masters (45-49 ans)[1]